# Liste giftiger Pflanzen
Diese Liste giftiger Pflanzen enthält Pflanzen, die für den Menschen ganz oder in Bestandteilen schon in kleinen Mengen giftig sind.

## Giftpflanzen

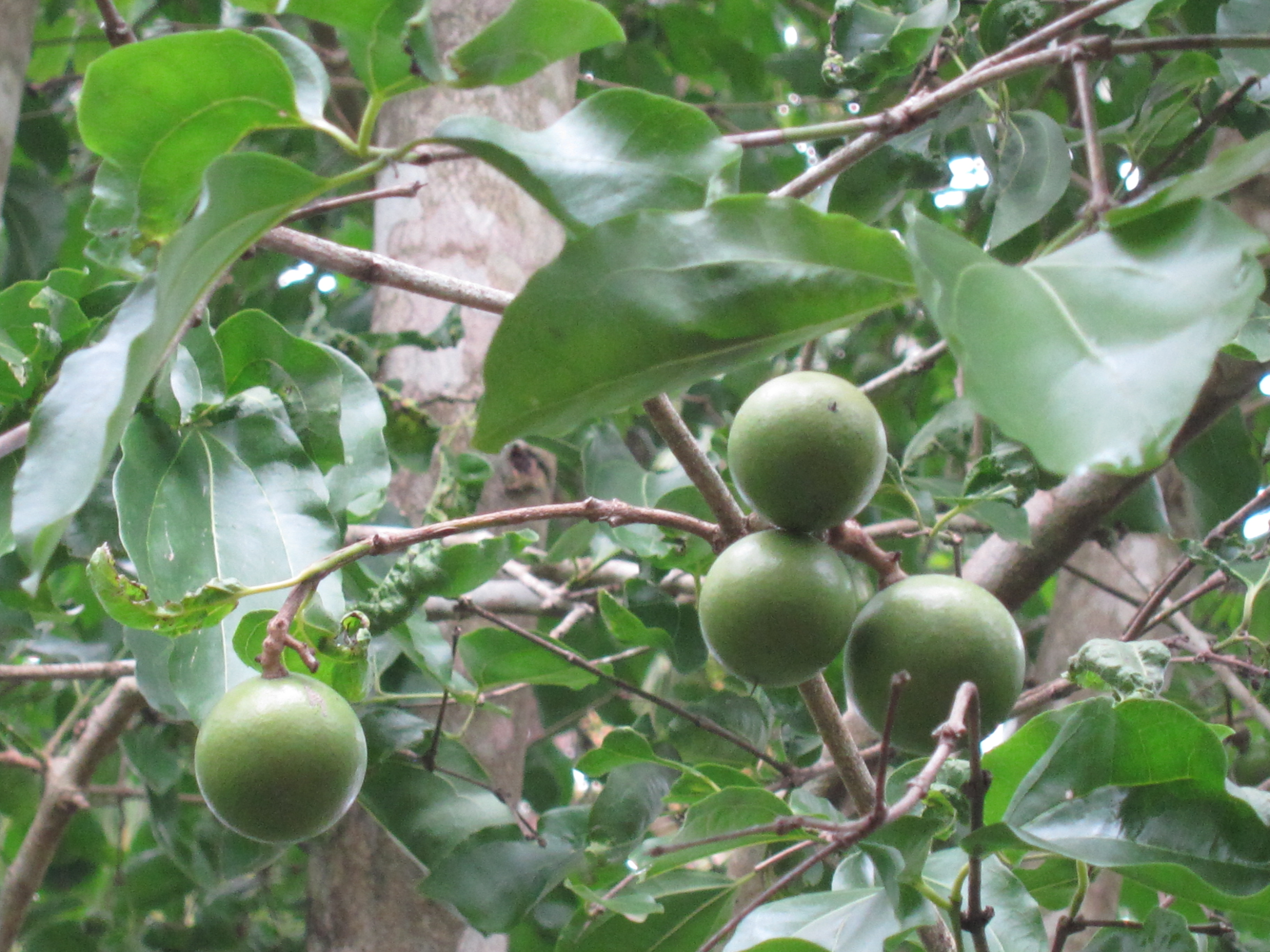
Samen der Brechnuss (Strychnos nux-vomica), noch in der Schale.

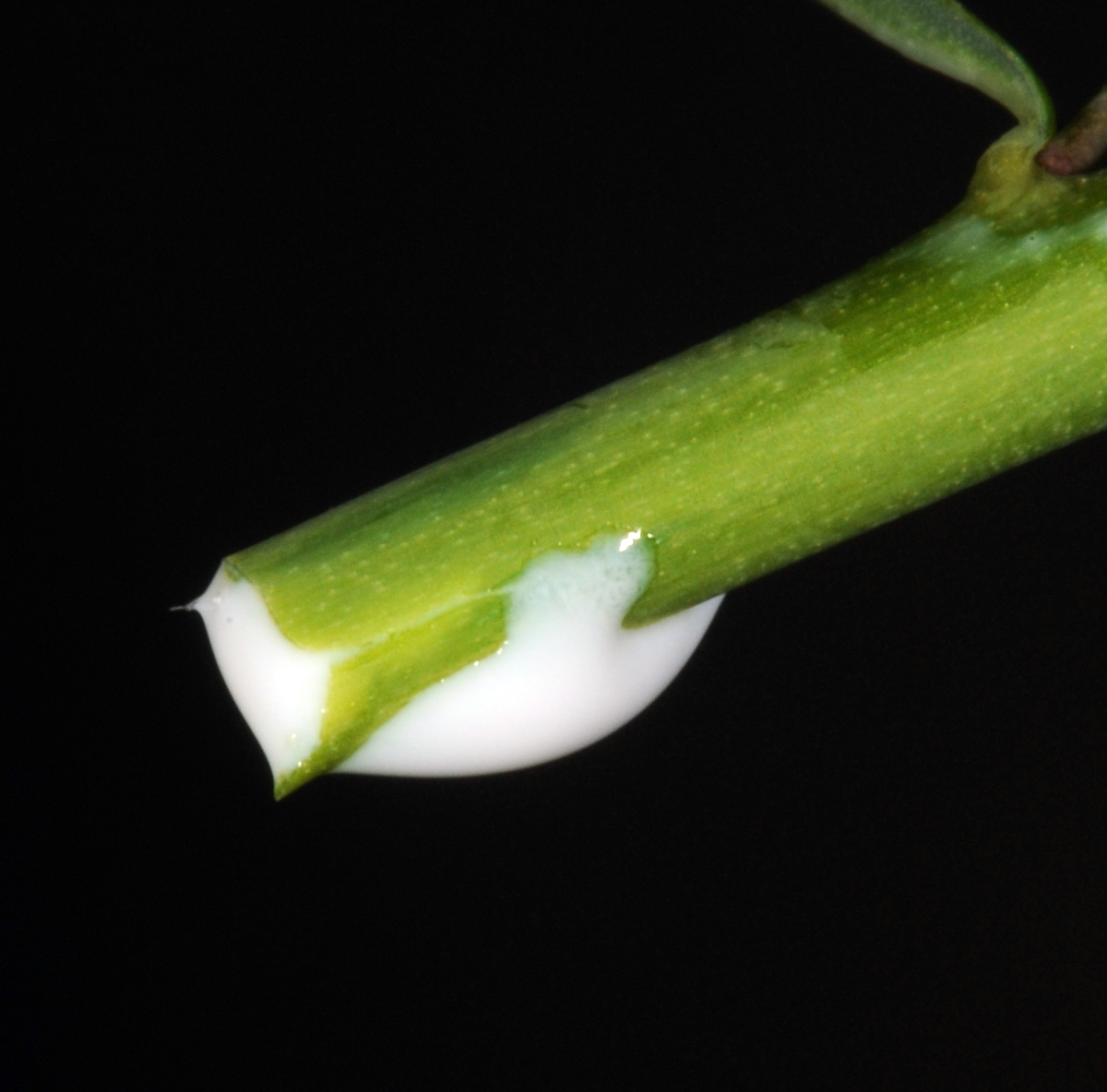
Milchsaft ist nicht immer giftig; bei vielen Arten der Gattung Wolfsmilch (Euphorbia) jedoch schon.

Eine Vergiftung kann dadurch eintreten, dass das Pflanzenmaterial durch den Mund in den Verdauungstrakt gelangt. Einige Pflanzen können auch bei Berührung zu Hautirritationen führen. Vergiftungserscheinungen durch Kontakt mit Pflanzensaft sind nur bei wenigen Pflanzen (etwa dem Eisenhut) zu erwarten und äußern sich etwa durch ein lokales Taubheitsgefühl. Es gibt einige wenige Pflanzen, bei denen schon der Hautkontakt zu schweren Vergiftungen führen kann. Beispiele hierfür sind der Ongaonga (Urtica ferox) und der Eichenblättrige Giftsumach (Toxicodendron radicans).
Einige giftige Pflanzenteile können nach geeigneter Behandlung (z. B. Abkochen) auch genießbar werden. So sind beispielsweise grüne Bohnen in roher Form sehr giftig, in gekochtem Zustand jedoch bekömmlich. Auch Holunder ist in roher Form leicht giftig und führt zu Verdauungsbeschwerden. Etliche Giftpflanzen sind – korrekt dosiert – trotz, oder sogar aufgrund des giftigen Wirkstoffes Heilpflanzen.
Das Pflanzen giftiger Zierpflanzen birgt ein Gesundheitsrisiko. Insbesondere sollten Außenanlagen, auf denen Kinder spielen, möglichst frei von Giftpflanzen sein. Vorsichtiger Umgang mit Pflanzen als Erziehungsziel ist ein wichtiger Sicherheitsfaktor. Auch bei Haustieren und Heimtieren können schwere bis tödliche Gesundheitsschäden eintreten, wenn sie giftige Zimmerpflanzen oder Gartenpflanzen fressen oder spielerisch anknabbern.

## Giftpflanzen Europas
Die folgende Liste der Giftpflanzen Europas ist unvollständig. Insgesamt gibt es in Mitteleuropa etwa 50 Pflanzenfamilien, deren zahlreiche Arten Giftstoffe enthalten. Daher ist die Abwesenheit einer Pflanze von dieser Liste kein Hinweis auf ihre Ungefährlichkeit.
Weiterhin ist zu beachten, dass die Reaktion des Organismus immer von der Menge des Giftstoffes, der Konstitution des Individuums und teilweise auch von der genetischen Veranlagung abhängen kann. Die Angaben der Giftigkeit, wie sie in der Fachliteratur üblich sind, sind grobe Klassifizierungen über durchschnittlichen Giftgehalt und erfahrungsgemäßer Schwere der vorkommenden Vergiftungsfälle (in Bezug auf typische zu sich genommene Dosis). Auch als gering giftig eingestufte Pflanzen können in Einzelfällen zu schweren Vergiftungen führen.
Pilze sind keine Pflanzen, sondern bilden ein eigenständiges Reich. Für giftige Pilze siehe Liste der Giftpilze.

### Liste
| Wissenschaftlicher Name           | Trivialname                                        | Einstufung                                    | Giftige Teile                                   | Wichtigste Wirkstoffe                                                                              | Folgen der Vergiftung | Bild |
| --------------------------------- | -------------------------------------------------- | --------------------------------------------- | ----------------------------------------------- | -------------------------------------------------------------------------------------------------- | --- | ---- |
| Aconitum napellus                 | Blauer Eisenhut                                    | sehr giftig                                   | alle Pflanzenteile                              | Aconitin (Alkaloid)                                                                                | Unterkühlung, Herz‑/Atemlähmung, Krämpfe, Tod |      |
| Aethusa cynapium                  | Hundspetersilie                                    | sehr giftig                                   | alle Pflanzenteile                              | Aethusin (Polyin)                                                                                  | Tod durch Atemlähmung |      |
| Arum spp.                         | Aronstab                                           | giftig                                        | alle Pflanzenteile                              | Oxalat, Saponin, Coniin (Alkaloid)                                                                 | Übelkeit, Erbrechen, Durchfälle, Rötungen |      |
| Atropa belladonna                 | Tollkirsche                                        | sehr giftig                                   | alle Pflanzenteile, vor allem Beeren            | Atropin (Alkaloid)                                                                                 | Halluzinationen, Tobsucht, Schüttelkrämpfe, Tod |      |
| Brugmansia spp.                   | Engelstrompete                                     | sehr giftig                                   | alle Pflanzenteile                              | Scopolamin, Hyoscyamin (Alkaloide)                                                                 | Bewusstseinsstörungen, Sedierung, Tod durch Herzversagen |      |
| Brunfelsia pauciflora             | Brunfelsia                                         |                                               | Wurzel                                          | Scopoletin (Cumarin-Derivate)                                                                      | Atemlähmung |      |
| Buxus sempervirens                | Buchsbaum                                          | gering giftig – giftig                        | alle Pflanzenteile, vor allem Blätter           | Cyclobuxin D (Alkaloid)                                                                            | Erbrechen, Krämpfe, Tod |      |
| Chaerophyllum temulum             | Taumel-Kälberkropf                                 | giftig                                        | grüne Teile, auch als Heu                       | Falcarinol (Polyin)                                                                                | Lähmung |      |
| Cicuta virosa                     | Wasserschierling                                   | sehr giftig                                   | alle Pflanzenteile                              | Cicutoxin (Polyin)                                                                                 | Übelkeit, Brechreiz, Krampfanfälle |      |
| Colchicum autumnale               | Herbstzeitlose                                     | sehr giftig                                   | alle Pflanzenteile, vor allem Samen             | Colchicin (Alkaloid)                                                                               | Übelkeit, Tod durch zentrale Atemlähmung (20–40 mg) |      |
| Conium spp.                       | Schierling                                         | siehe Gefleckter Schierling, Wasserschierling |                                                 | | |      |
| Conium maculatum                  | Gefleckter Schierling                              | sehr giftig                                   | alle Pflanzenteile, vor allem Samen             | Coniin (Alkaloid)                                                                                  | Lähmung bis Atemstillstand |      |
| Convallaria majalis               | Maiglöckchen                                       | sehr giftig                                   | Blätter, Blüten                                 | Convallatoxin (Cardenolid)                                                                         | Zahlreiche Symptome, von Übelkeit bis zu Herzrhythmusstörungen und Kreislaufkollaps; bei entsprechender Dosis Eintritt des Todes |      |
| Cyclamen spp.                     | Alpenveilchen                                      | giftig                                        | Blätter, Knolle                                 | Cyclamin (Saponin)                                                                                 | Krämpfe, Schwindel, Kreislaufstörungen |      |
| Daphne mezereum                   | Echter Seidelbast                                  | sehr giftig                                   | Beeren                                          | Mezerein (Orthoester)                                                                              | Übelkeit, Erbrechen, Herz-Kreislaufstörungen |      |
| Datura stramonium                 | Stechapfel                                         | sehr giftig                                   | alle Pflanzenteile                              | Atropin, Scopolamin (Alkaloide)                                                                    | Fieber, Bewusstseinsstörungen, Halluzinationen |      |
| Delphinium elatum                 | Hoher Rittersporn                                  | giftig                                        | alle Pflanzenteile                              | Elatin (Alkaloid)                                                                                  | Verdauungsstörungen |      |
| Digitalis purpurea                | Roter Fingerhut                                    | sehr giftig                                   | Blätter                                         | Digitoxin (Cardenolid)                                                                             | Herzrhythmusstörungen, Entzündungen, Übelkeit, Erbrechen, Sehstörungen, Halluzinationen |      |
| Dieffenbachia spp.                | Dieffenbachien                                     | sehr giftig                                   | grüne Teile, vor allem Pflanzensaft             | Oxalsäure, Kalziumoxalatkristalle                                                                  | Hautreizung, Brechreiz, Herzrhythmusstörungen bei oraler Einnahme |      |
| Dryopteris spp.                   | Wurmfarne                                          | sehr giftig                                   |                                                 | Thiaminase (Enzym), Filicin , Aspidin                                                              | |      |
| Erysimum cheiri                   | Goldlack                                           |                                               | alle Pflanzenteile, vor allem Samen             | Cheirotoxin (Herzglykosid)                                                                         | Hautreizung, Herzrhythmusstörungen |      |
| Eschscholzia californica          | Kalifornischer Mohn                                | giftig                                        | alle Pflanzenteile                              | Alkaloide                                                                                          | |      |
| Euonymus europaeus                | Pfaffenhütchen                                     | giftig                                        | alle Pflanzenteile                              | Steroidglykoside                                                                                   | Bauchschmerzen, Übelkeit, Erbrechen und Durchfall |      |
| Euphorbia pulcherrima             | Weihnachtsstern                                    | leicht giftig                                 |                                                 | 13-Hydroxyingenol, Ingenol                                                                         | Hautreizungen, vergiftungsähnlichen Erscheinungen und Verdauungsstörungen |      |
| Ficus elastica                    | Gummibaum                                          | gering giftig – sehr giftig                   | Pflanzensaft, vor allem Blätter                 | | Haut- oder Schleimhautreizungen Magen-Darm-Beschwerden und Erbrechen |      |
| Gloriosa superba                  | Ruhmeskrone                                        |                                               | alle Pflanzenteile                              | Colchicin (Alkaloid)                                                                               | Übelkeit, Atemlähmung |      |
| Hedera helix                      | Efeu                                               | gering giftig – giftig                        | alle Pflanzenteile                              | alpha-Hederin (Saponin)                                                                            | in geringer Konzentration auch Heilwirkung, bei hoher Dosierung Magenbeschwerden, Fieber |      |
| Helleborus foetidus               | Stinkende Nieswurz                                 | sehr giftig                                   | alle Pflanzenteile                              | Protoanemonin                                                                                      | Übelkeit, Krämpfe |      |
| Helleborus niger                  | Christrose                                         | sehr giftig                                   | alle Pflanzenteile                              | Hellebrigenin (Bufadienolid)                                                                       | Herzbeschwerden |      |
| Heracleum mantegazzianum          | Riesen-Bärenklau                                   | giftig                                        | Kontakt: alle Pflanzenteile                     | Furocumarine                                                                                       | Rötung, Blasen, Juckreiz, Verbrennungen ersten bis zweiten Grades (Photodermatitis) |      |
| Hyacinthus orientalis             | Hyazinthe                                          | gering giftig                                 | Zwiebel                                         | Oxalsäure                                                                                          | Brechreiz |      |
| Hyoscyamus niger                  | Bilsenkraut                                        | sehr giftig                                   | alle Pflanzenteile                              | Hyoscyamin (Alkaloid)                                                                              | Herzbeschwerden, Halluzinationen |      |
| Ilex spp.                         | Stechpalmen                                        | sehr giftig                                   | Blätter, Beeren                                 | Rutin, Ursolsäure, Menisdaurin, Ilicin, Triterpene, Saponine                                       | Übelkeit, Erbrechen, Herzrhythmusstörungen, Lähmungen, Nierenschäden, Durchfall, Magenentzündung, Schläfrigkeit |      |
| Iris spp.                         | Iris                                               |                                               | Stängelteil im Boden                            | 16-Hydroxyiridal (Diterpen)                                                                        | Verdauungsstörungen |      |
| Laburnum anagyroides              | Goldregen                                          | giftig – sehr giftig                          | alle Pflanzenteile, vor allem Samen             | Cytisin (Alkaloid)                                                                                 | Lähmung bis Atemstillstand |      |
| Lamprocapnos spectabilis          | Tränendes Herz                                     | Giftpflanze des Jahres 2017                   |                                                 | | |      |
| Nerium oleander                   | Oleander                                           | giftig                                        | Blätter, Zweige                                 | Oleandrin (Cardenolid)                                                                             | Verdauungsstörungen |      |
| Nicotiana rustica                 | Bauern-Tabak                                       | sehr giftig                                   | alle Pflanzenteile                              | Nicotin (auch Nornicotin, Anabasin, Nicotyrin)                                                     | Schwindel, Übelkeit, Erbrechen, Durchfall, Schwitzen, Kopfschmerzen, Zittern. Bei schweren Vergiftungen auch Kreislaufkollaps, kalter Schweiß, Krämpfe, Bewusstseinsverlust und Herzstillstand                                                                                               |      |
| Nicotiana tabacum                 | Virginischer Tabak                                 | sehr giftig                                   | alle Pflanzenteile                              | Nicotin (auch Nornicotin, Anabasin, Nicotyrin)                                                     | Schwindel, Übelkeit, Erbrechen, Durchfall, Schwitzen, Kopfschmerzen, Zittern. Bei schweren Vergiftungen auch Kreislaufkollaps, kalter Schweiß, Krämpfe, Bewusstseinsverlust und Herzstillstand                                                                                               |      |
| Paris quadrifolia                 | Einbeere                                           | sehr giftig                                   | alle Pflanzenteile                              | Pennogenin (Saponin)                                                                               | Nierenschäden, ZNS-Störungen, tödlich |      |
| Phaseolus vulgaris                | Gartenbohne                                        | sehr giftig (bei unsinnigem Gebrauch)         | rohe Bohnenhülsen und ihre Samen                | Lectin                                                                                             | Erbrechen, Fieber, Krampfanfälle und Schock |      |
| Pteridium aquilinum               | Adlerfarn                                          |                                               | alle Pflanzenteile                              | Thiaminase (Enzym), Blausäureglykoside, Pteridin (Saponin)                                         | |      |
| Prunus armeniaca                  | Aprikose, Marille                                  | Giftig sind nur bittere Aprikosenkerne        | Samen                                           | Amygdalin (Cyanogenes Glykosid)                                                                    | Übelkeit, Erbrechen, Atemnot, Krämpfe, Ohnmacht (Cyanidvergiftung) |      |
| Prunus laurocerasus               | Kirschlorbeer                                      | giftig                                        | Blätter, Samenkern                              | Amygdalin (Cyanogenes Glykosid)                                                                    | Bauchschmerzen, Übelkeit |      |
| Ranunculus spp.                   | Hahnenfuß, diverse                                 | gering giftig – giftig                        | alle Pflanzenteile                              | Protoanemonin (Lacton)                                                                             | Verdauungsstörungen |      |
| Rheum rhabarbarum                 | Rhabarber                                          |                                               | Blattspreite                                    | Oxalsäure, Anthrachinon                                                                            | Krämpfe, Nierenstörungen |      |
| Ricinus communis                  | Wunderbaum                                         | sehr giftig                                   | Samen                                           | Rizin (Lectin)                                                                                     | Übelkeit, Fieber, Herzrhythmusstörungen, blutige Durchfälle, Tod |      |
| Rhododendron spp.                 | Rhododendron                                       | giftig                                        | alle Pflanzenteile                              | Andromedotoxin (Diterpen)                                                                          | Übelkeit, Erbrechen, Durchfall, Krämpfe |      |
| Robinia spp.                      | Robinien                                           | sehr giftig                                   | alle Pflanzenteile                              | Robin, Phasien, Syringin, Protocatechingerbstoff, Indican, Asparagin, Kämpferol, Acacetin, Lectine | Bauchschmerzen, Übelkeit und Brechreiz |      |
| Sambucus spp.                     | Holunder                                           | giftig                                        | Beeren (roh), Blätter, Triebe, Rinde            | Sambunigrin (Cyanogenes Glykosid)                                                                  | Brechreiz |      |
| Solanum dulcamara                 | Bittersüßer Nachtschatten                          | gering giftig – giftig                        | alle Pflanzenteile, vor allem unreife Früchte   | Solasodin, Soladulcidin, Tomatidenol (Alkaloide)                                                   | Erbrechen, Durchfall, Lähmung bis hin zur Atemlähmung |      |
| Solanum lycopersicum              | Tomate, Paradeiser                                 | sehr giftig (bei unsinnigem Gebrauch)         | grüne Teile, unreife Früchte                    | Solanin                                                                                            | Durchfalltod, Atemlähmung (Todesfälle bei Verwendung der Blätter als Teekraut; grüne Früchte führen wohl nur bei Konsum ungewöhnlicher Mengen zu Vergiftungen) |      |
| Solanum melongena                 | Aubergine                                          |                                               | grüne Teile, unreife Früchte                    | Solanin, Nikotin (Alkaloide)                                                                       | Durchfall, Atemlähmung |      |
| Solanum nigrum                    | Schwarzer Nachtschatten                            | gering giftig – giftig                        | alle Pflanzenteile, vor allem unreife Früchte   | Solasodin, Soladulcidin, Tomatidenol (Alkaloide)                                                   | Erbrechen, Durchfall, Lähmung bis hin zur Atemlähmung |      |
| Solanum pseudocapsicum            | Korallenstrauch                                    |                                               |                                                 | Solanocapsin und weitere Alkaloide                                                                 | |      |
| Solanum tuberosum                 | Kartoffel                                          | sehr giftig (bei unsinnigem Gebrauch)         | alle Pflanzenteile über der Erde, grüne Knollen | Solanin (Alkaloid)                                                                                 | Durchfall, Atemlähmung (Vergiftungen nur bei Verwendung der Blätter als Teekraut oder bei Verzehr der Früchte oder ungewöhnlicher Mengen grüner Knollen) |      |
| Strychnos ignatii                 | Ignatius-Brechnuss                                 |                                               | Samen                                           | Strychnin, Brucin (Alkaloide)                                                                      | Atemnot, Krämpfe |      |
| Strychnos nux-vomica              | Brechnuss                                          | sehr giftig                                   | alle Pflanzenteile, vor allem Samen             | Strychnin (Alkaloid)                                                                               | Tod durch Atemlähmung |      |
| Tanacetum (Chrysanthemum) vulgare | Rainfarn                                           |                                               | Blüten, als auch Stängel                        | Thujon                                                                                             | Erbrechen, Entzündungen von Magen und Darm mit Leibschmerzen, Rötung des Gesichts und Pupillenerweiterung; im weiteren Verlauf starke Krämpfe, Herzrhythmusstörungen, Uterusblutungen sowie Schädigungen von Niere und Leber; bei tödlicher Vergiftung erfolgt Kreislauf- und Atemstillstand |      |
| Taxus baccata                     | Eiben                                              | giftig – sehr giftig                          | Kern der Beere, Blattwerk, Rinde, Holz, Wurzel  | Taxin (Alkaloid)                                                                                   | Bewusstseinsstörungen, Kreislaufkollaps, Atemlähmung |      |
| Thuja                             | Lebensbäume                                        | giftig                                        | alle Pflanzenteile                              | Thujon                                                                                             | Hautreizungen, Verwirrung, Krämpfe |      |
| Thevetia peruviana                | Schellenbaum, Karibischer oder Tropischer Oleander |                                               | alle Pflanzenteile                              | Thevetin (Cardenolid)                                                                              | Hautreizungen, Bewusstseinsstörungen |      |
| Urtica ferox                      | Ongaonga                                           |                                               | Kontakt: Blätter                                | ? (Cardenolid)                                                                                     | Brennreiz mit Rötungen und Blasen, Nervenstörungen |      |
| Veratrum album                    | Weißer Germer                                      | sehr giftig                                   | alle Pflanzenteile, vor allem Wurzel            | Protoveratrin, Germerin (Alkaloide)                                                                | Erbrechen, Durchfall, Krämpfe, Atemnot |      |
| Wisteria sinensis                 | Blauregen, Glyzinie                                | giftig                                        | Samen, Hülsen                                   | Wisteria-Lectin                                                                                    | Verdauungsstörungen, Kreislaufbeschwerden |      |